# Wasserschlangen I
Wasserschlangen I, auch bekannt unter den Namen Freundinnen I, Pergament oder Schwestern, ist ein Gemälde des österreichischen Malers Gustav Klimt. Es wurde zwischen 1904 und 1907 in einer für die Goldene Periode des Künstlers typischen Mischtechnik mit Goldauflagen auf Pergament gemalt. Heute hängt das nur 50 × 20 cm große Bild wie viele andere Werke Klimts in der Österreichischen Galerie Belvedere.

## Bildbeschreibung
Das hochformatige Bild Wasserschlangen I zeigt zwei unbekleidete Frauen vor einem aus Ornamenten gestalteten Hintergrund. Die beiden Frauen umarmen sich, wobei eine als Rückenakt, die andere frontal dargestellt wird. Die Frau in Frontaldarstellung legt ihren Kopf mit der linken Seite auf den Kopf der anderen Frau, die langen blonden Haare umspielen selbigen. Die Augen sind geschlossen, der Mund leicht geöffnet. Der linke Arm dieser Frau liegt über der Schulter der zweiten Frau und umarmt selbige, der kleine Finger ist abgespreizt. Der rechte Arm ist ausgestreckt und sowohl in der Armbeuge als auch am Handgelenk in einem Winkel von jeweils etwa 90° abgewinkelt, sodass sich zwischen Arm und Körperseite eine Trapezfläche ergibt. Die rechte Brust ist zu erkennen, die linke Körperhälfte wird durch die Frau in Rückendarstellung verdeckt. Etwa ab der Taille abwärts sind beide Körper nur noch angedeutet dargestellt. Von der zweiten Frau sind entsprechend nur der obere Rücken sowie die ebenfalls blonden, langen Haare zu sehen.
Der Hintergrund wird durch in mehreren unregelmäßigen und abstrakt gehaltenen Flächen angeordnete Ornamente dargestellt, die vor allem in den Farben Gold, Braun und Hellbraun gehalten sind. Auch die unteren Bereiche der Frauenkörper laufen in entsprechende Ornamentdarstellungen aus.
Durch verschiedene gegenständlich gehaltene Bildelemente wird erkennbar, dass es sich bei diesem Bild um eine Unterwasserszene handelt. So ist in der unteren rechten Ecke der Kopf eines nicht näher bestimmbaren, in Brauntönen gehaltenen Fisches dargestellt. Er besitzt ein deutlich bezahntes Maul sowie ein dunkles, blind wirkendes Auge. Oberhalb des Fisches entspringt ein Tentakel eines Kraken, der erst parallel zu den Frauenkörpern aufwächst und dann eine Spirale bildet; eine weitere Tentakelspirale befindet sich am oberen Bildrand. Auf der linken Bildhälfte wachsen einige als Wasserpflanzen erkennbare beblätterte Ranken in Goldfarbe auf dunklem Grund auf. Ähnliche, diesmal grün auf hellem Grund gehaltene, Gewächse ranken von oben in das Bild herein und verdecken auch Teile der Frauenkörper.
Das Pergament ist in einem dunklen, mit getriebenen Silberbeschlägen verzierten Rahmen gerahmt, der von Klimt selbst entworfen wurde.

## Technik und Stil

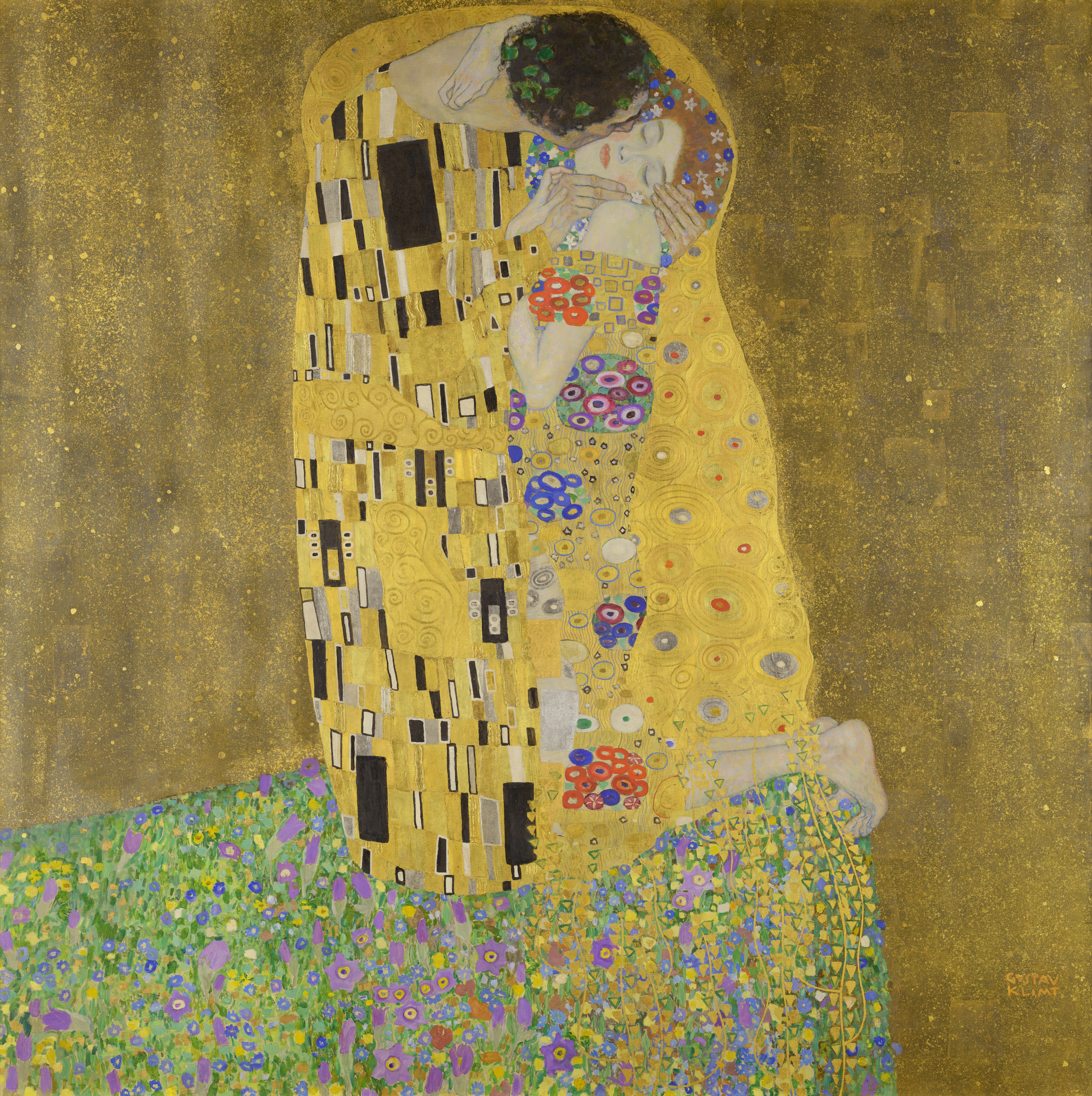
Der Kuss (1907–1908)

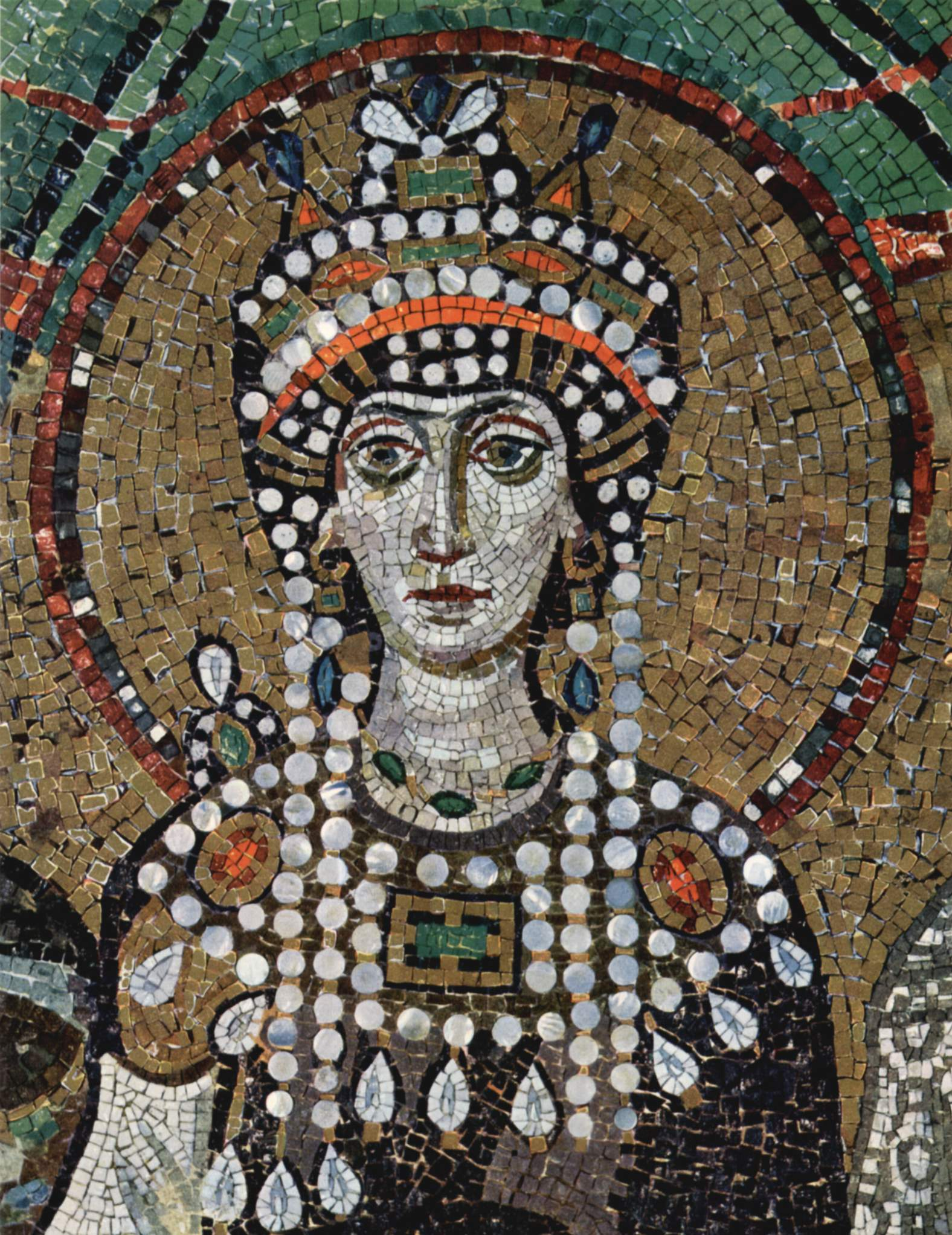
Büste der Kaiserin Theodora, Kirche San Vitale in Ravenna (6. Jahrhundert)

Die Wasserschlangen I stammen wie viele bekannte Gemälde des Künstlers aus seiner goldenen Phase. Gustav Klimt hatte 1903 während einer Reise nach Ravenna und Venedig die auffällig mit Gold ausgeschmückten Kirchenmosaike gesehen und sich in der Folge von diesen Heiligen- und Herrscherbildern inspirieren lassen. Er begann damit, diese Bildsprache in eine zeitgemäße Form zu übertragen und experimentierte mit verschiedenen Techniken, um die Oberflächen seiner Werke neu zu gestalten. In Ergänzung zur Ölmalerei setzte er insbesondere Pastiglia, einer Art Relieftechnik, und die Vergoldung ein.
Bei den Wasserschlangen I kamen vor allem wechselhaft dick und pastös sowie lasierende, durchscheinende Pinselstriche neben Bleistift und natürlich der für die Phase typischen Gold- und Silberglanzflächen zum Tragen. Der Kontrast zwischen den verschiedenen Farbelementen kommt zudem durch die Nutzung des halbdurchscheinenden Pergaments als Trägerfläche verstärkt zur Geltung. Den für Klimt charakteristischen Hintergrund bilden ornamental ausgefüllte Flächen- und Formelemente. Er hatte sich dabei, neben der byzantinischen Kunst, auch von der minoischen, der mykenischen, der ägyptischen und der mittelalterlichen religiösen Malerei Italiens inspirieren lassen. Darüber hinaus zeigt seine Formensprache Einflüsse der in Europa zu dieser Zeit modischen japanischen Druckkunst Ukiyo-e und der Malerei der Edo-Zeit (vgl. Japonismus). Die im Vordergrund befindlichen Frauenkörper und besonders die Gesichter und Haare sind dagegen deutlich erkennbar, wenngleich auch nicht so realistisch dargestellt wie in Porträts der gleichen Zeit, etwa dem Bild Adele Bloch-Bauer I (1907).
Weitere bekannte Werke dieser Zeit sind der Stoclet Fries (1904–1910), Die drei Lebensalter der Frau (1905) und Der Kuss (1907–1908). Frauen waren in diesen Jahren das zentrale Hauptmotiv in Klimts Œuvre.

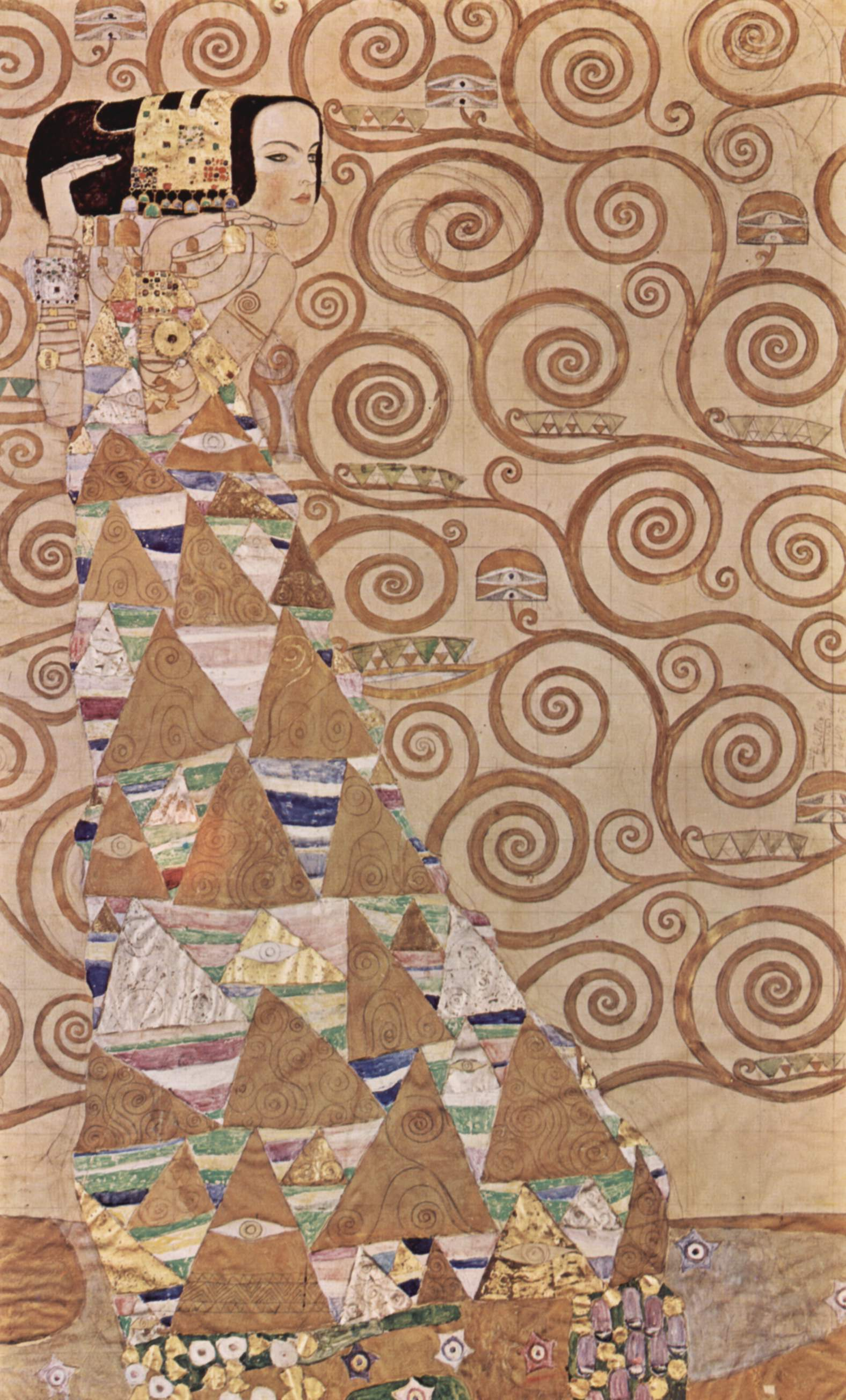
Die Erwartung (Stoclet-Fries, 1904–1910)
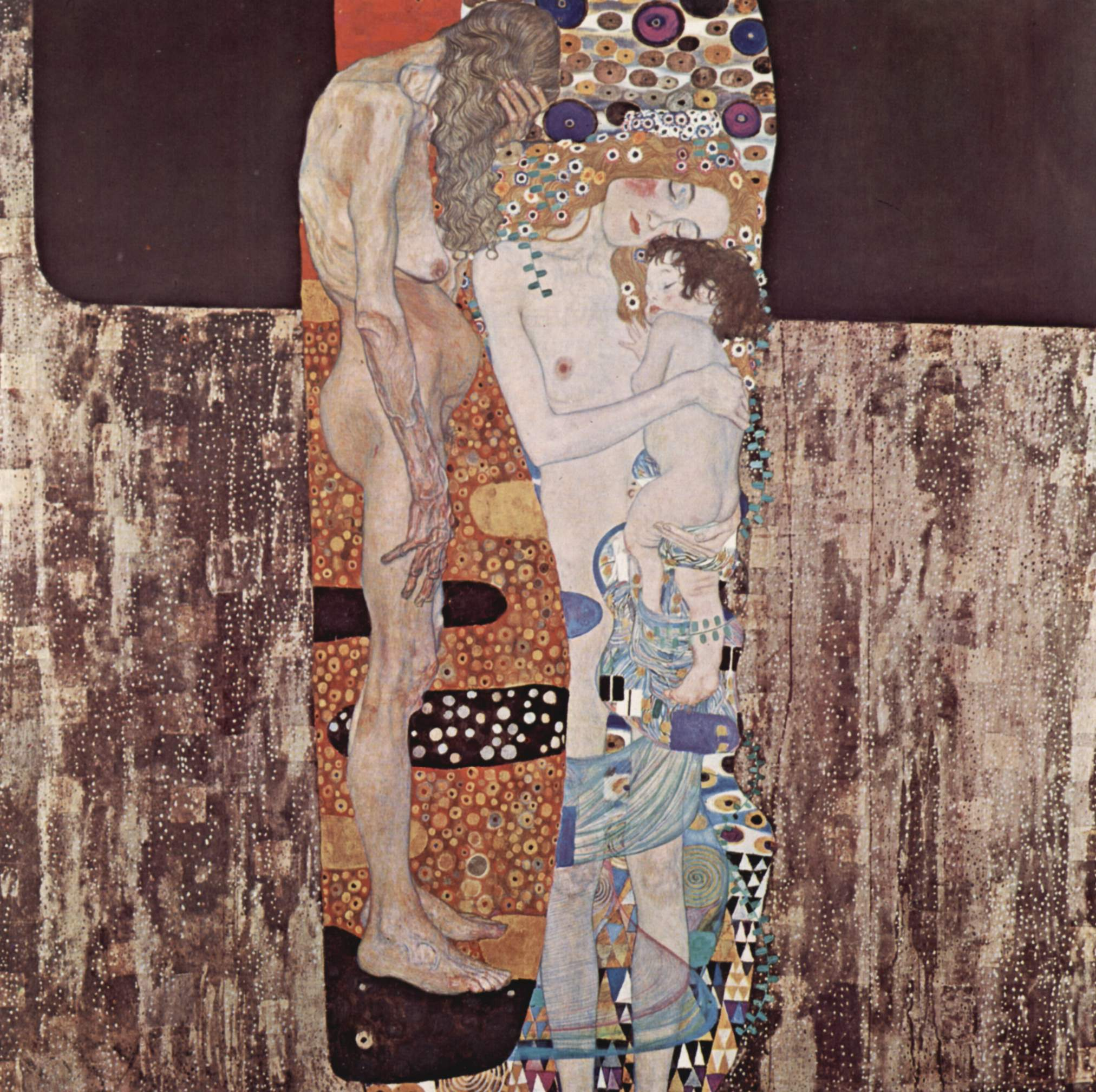
Die drei Lebensalter der Frau (1905)
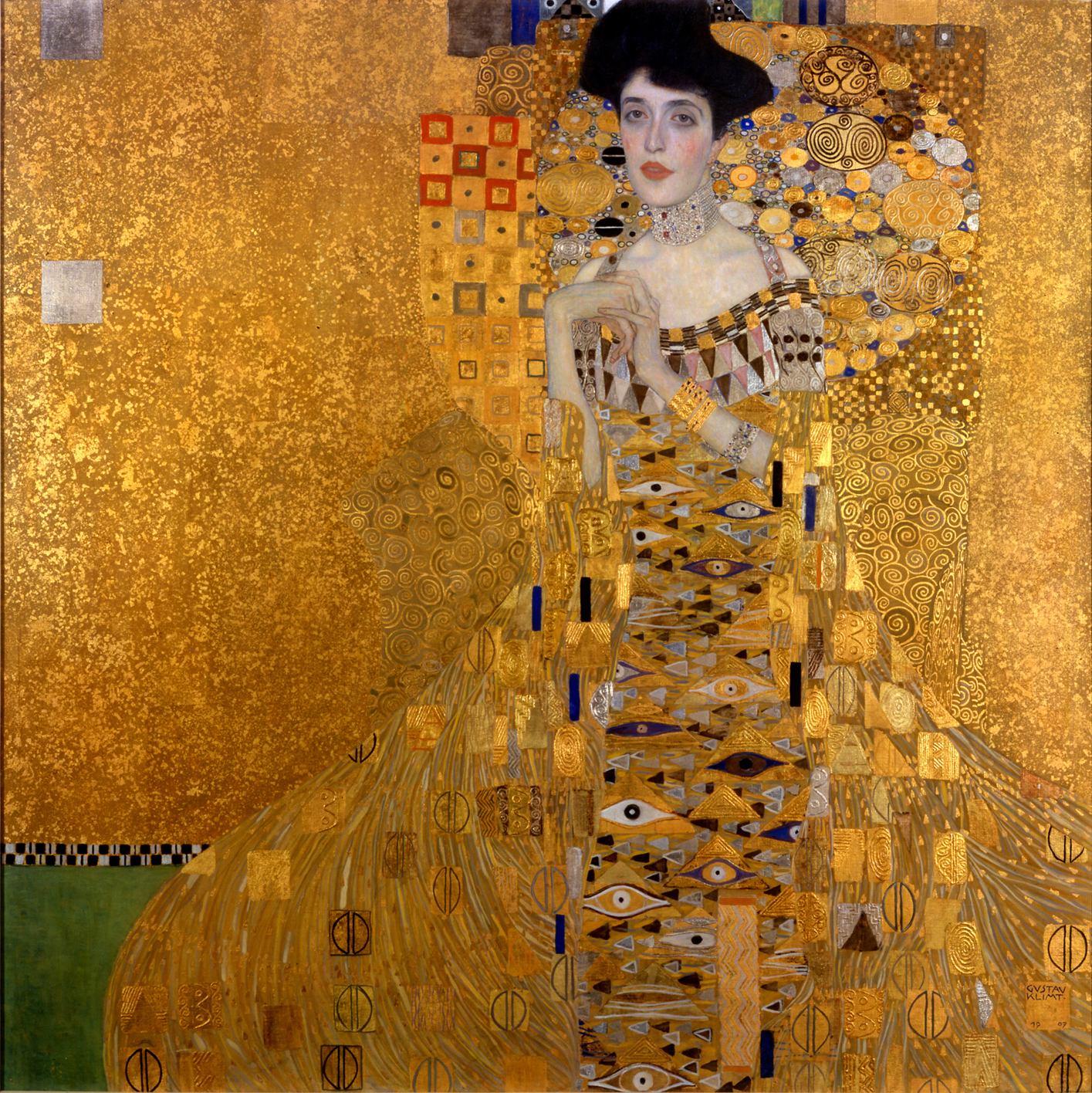
Adele Bloch-Bauer I (1907)
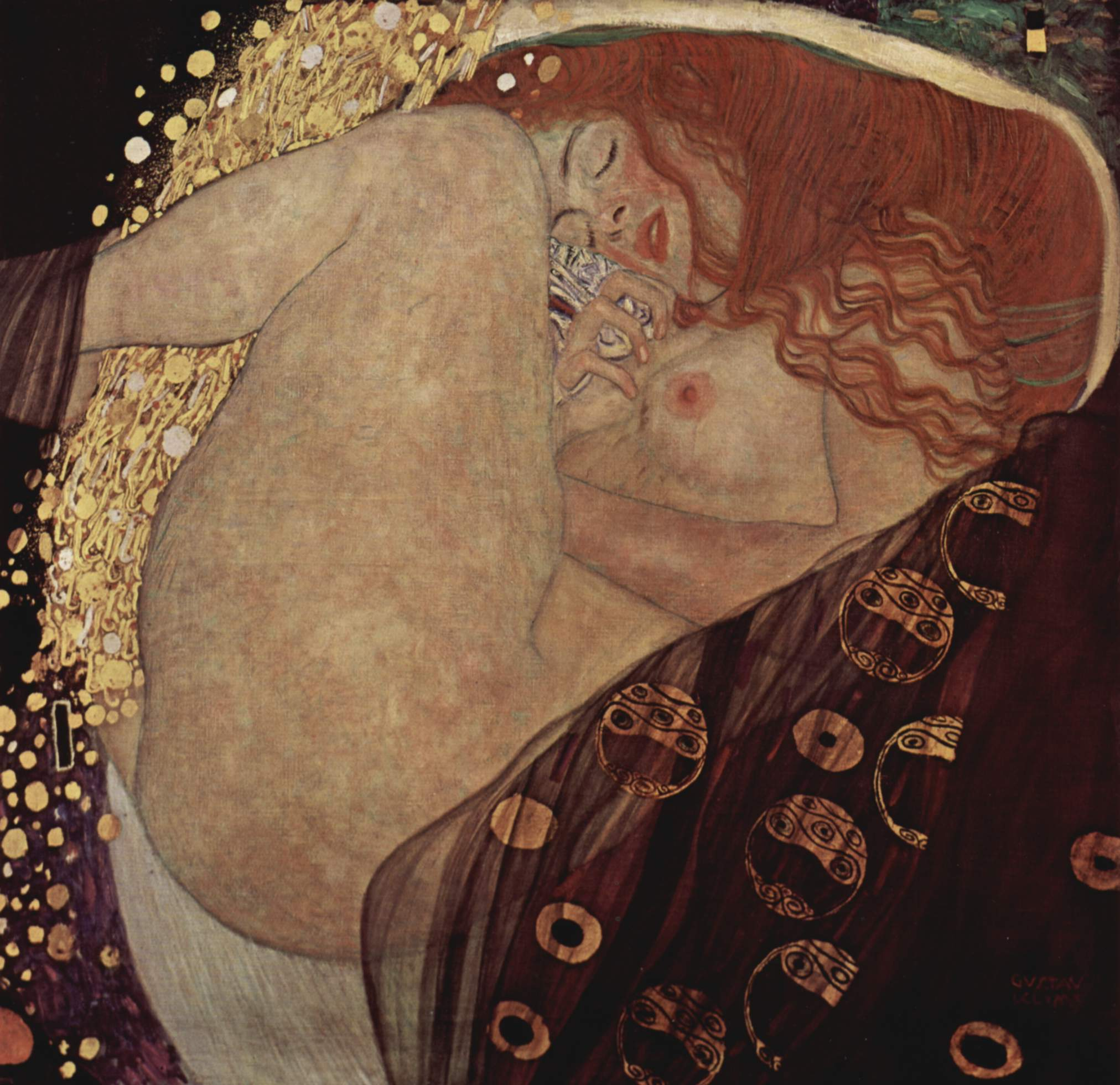
Danaë (1907)

## Deutung
Die geschlossenen Augen sowie der leicht geöffnete Mund der Frau, die dem Betrachter das Gesicht zuwendet, stellt nach gängiger Interpretation kein schlafendes, sondern vielmehr ein genießendes Gesicht dar. Es wird als Zeichen der sexuellen Befriedigung und Erregung angesehen, ebenso wie der abgespreizte Finger der Hand, die ihrer Partnerin durch das Haar und über die Schulter streicht.

## Entstehung und Einordnung in das Gesamtwerk

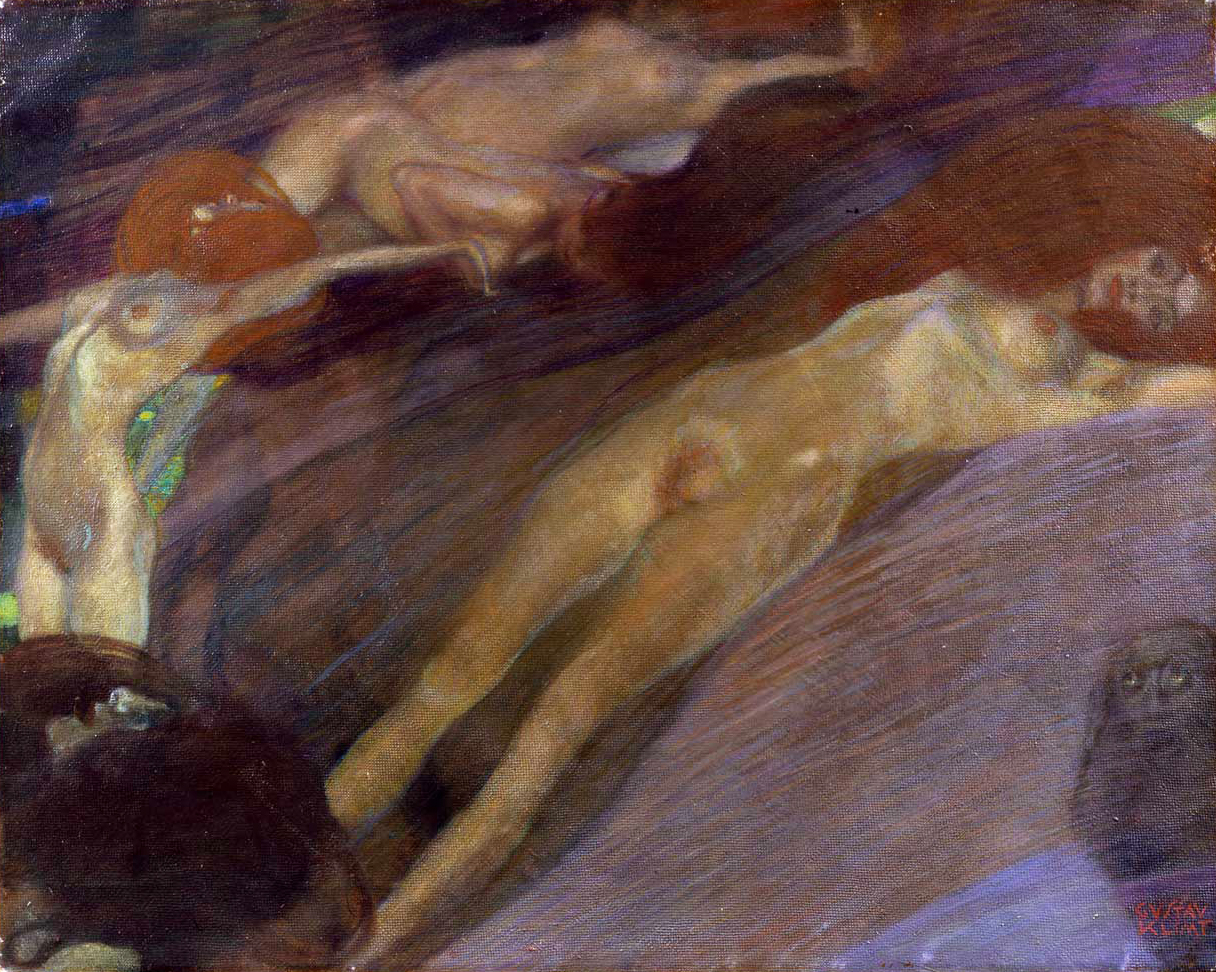
Bewegtes Wasser

Im Werk von Gustav Klimt findet sich das Sujet der im Wasser schwebenden und treibenden Frauenkörper regelmäßig und in seinen Landschaftsbildern, insbesondere der späten Bilder vom Attersee, spielt das Thema Wasser mit seiner spiegelnden Oberfläche und unergründlichen Tiefe selbst häufig eine Rolle.
Das früheste Werk, auf dem er das Motiv der im Wasser schwebenden Frauen aufgreift, stellte das 1898 gezeichnete Bild Fischblut dar, welches er für die Zeitschrift der Wiener Secession Ver Sacrum erstellte. Im gleichen Jahr entstand auch das Ölgemälde Bewegtes Wasser mit dem gleichen Hauptmotiv. Wie in Wasserschlangen I taucht auch bei diesen Bildern der große Fisch mit dem leer wirkenden Auge auf und zeigt eindeutig, dass es sich um eine Szene unter Wasser handelt. In beiden Fällen symbolisiert das Wasser das Leben und den ständigen Wechsel. Weitere Bilder dieser Machart stellen die beiden 1899 gemalten Bilder Nuda Veritas und Die Sirenen bzw. Silberfische, die Goldfische von 1901/1902 und natürlich das parallel zu den Wasserschlangen I entstandene Wasserschlangen II dar. In diesen Bildern, insbesondere bei den beiden Wasserschlangen-Motiven steht eine erotische Komponente im Vordergrund, die durch das Wasser verstärkt und ins Geheimnisvolle getragen wird.

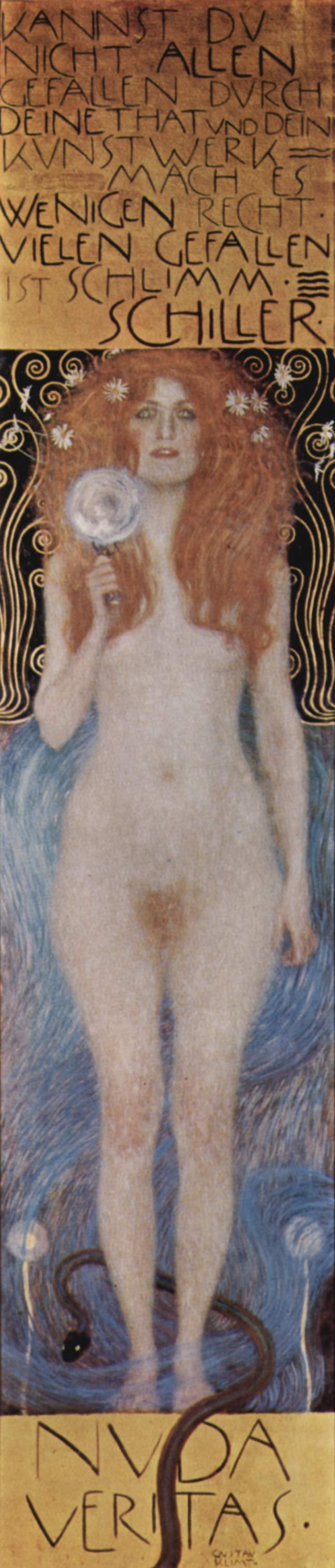
Nuda Veritas
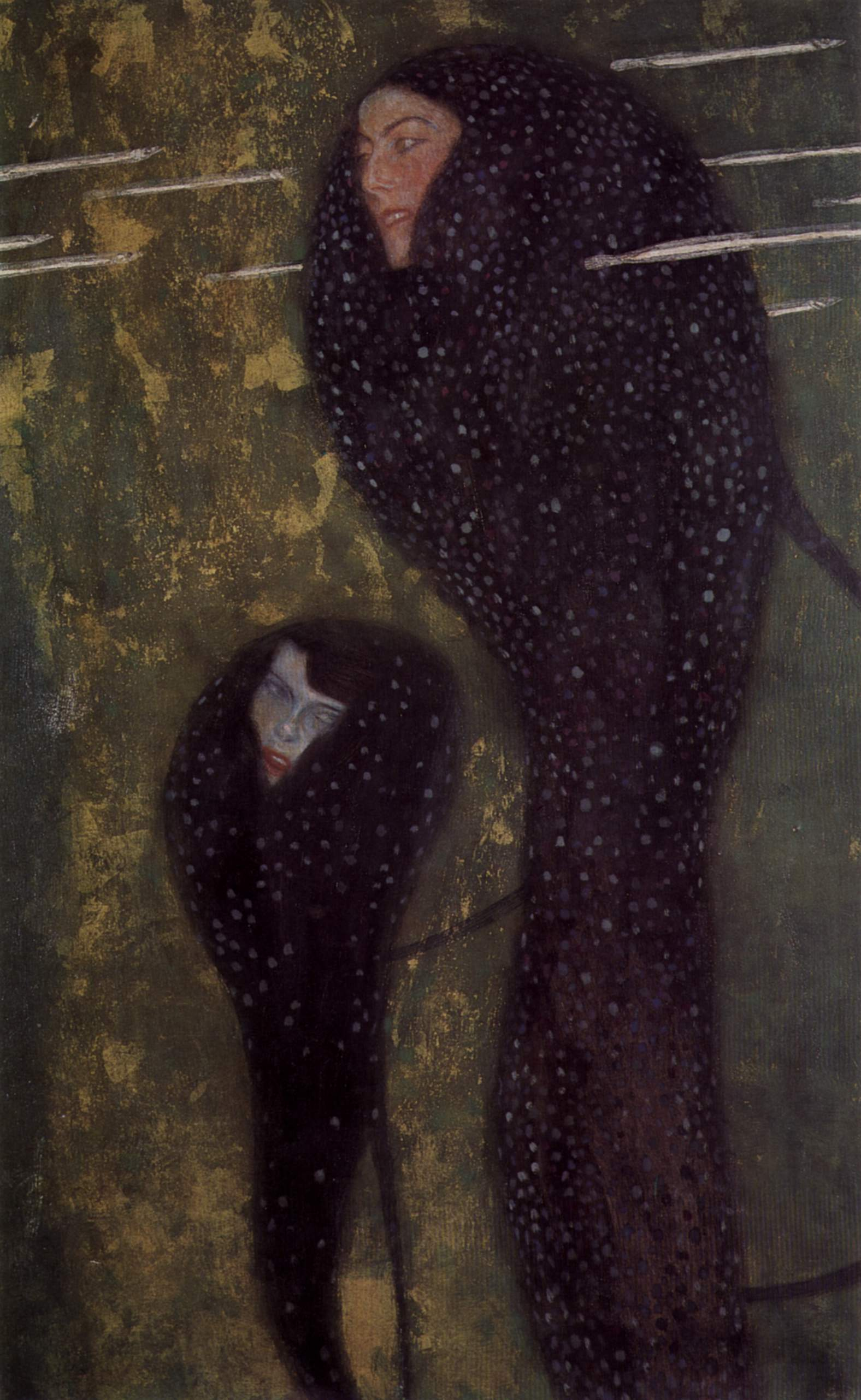
Die Sirenen
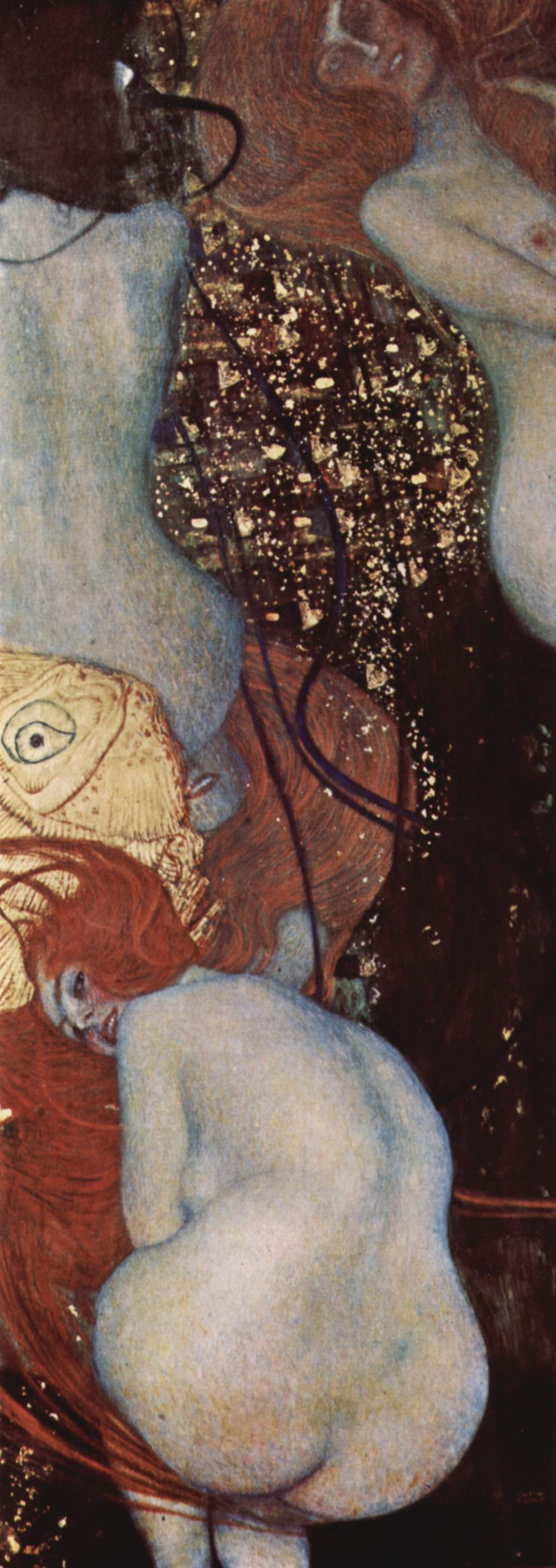
Goldfische
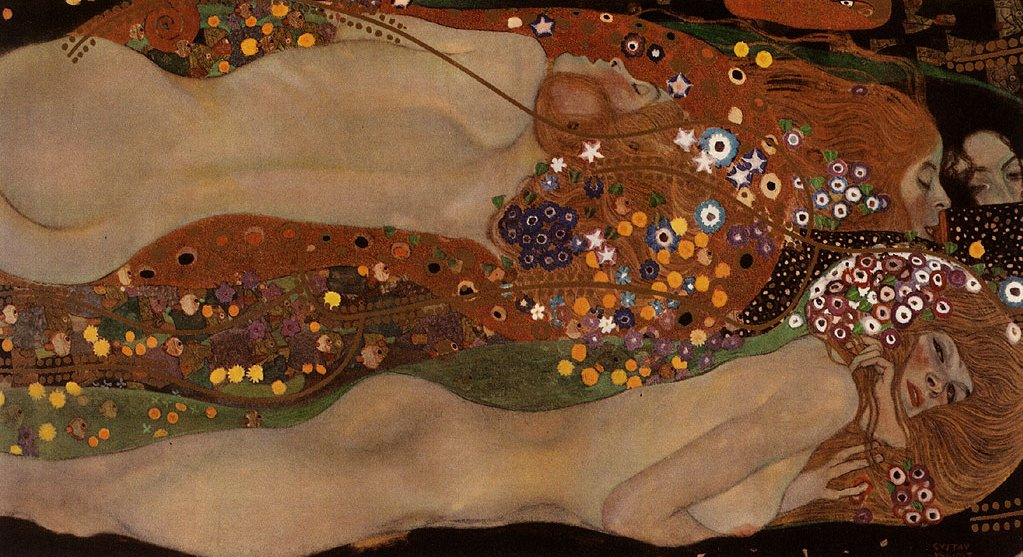
Wasserschlangen II

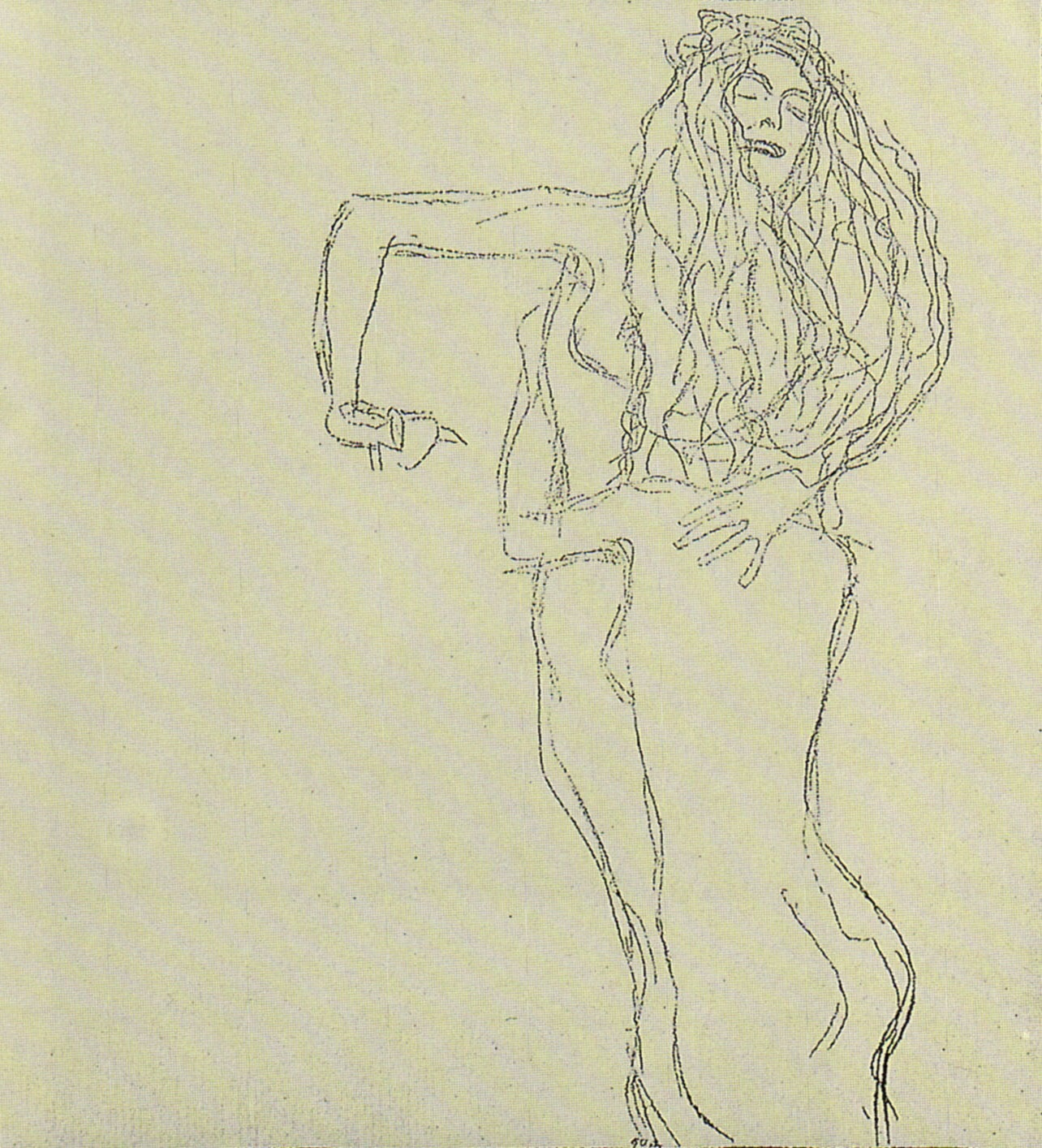
Studie für Wasserschlangen I, 1903

Bevor Klimt die Wasserschlangen malte fertigte er eine Reihe von Zeichnungen an, auf denen einzeln oder paarweise nackte Frauen dargestellt waren. Dabei experimentierte er mit den Stellungen der Personen zueinander und den Körperhaltungen der einzelnen Frauen, bis er sich auf zwei verschiedene Kompositionen festlegte. Dabei handelte es sich zum einen um eine Profildarstellung, bei der die beiden Frauen von der Seite erkennbar waren und sich gegenseitig anblickten sowie um eine Frontaldarstellung, bei der der Betrachter einer der Dargestellten direkt in das Gesicht schauen konnte. Er entschied sich für letztere Variante, griff jedoch erstere bei vielen weiteren Skizzen immer wieder auf. In Ver Sacrum erschien 1903 eine erste Studie für die Wasserschlangen I, die bereits sehr nah an der späteren Komposition war, gleichzeitig arbeitete Klimt aber auch schon an den Wasserschlangen II, die in einer ersten Fassung am 28. März 1904 auf der 20. Secessionsausstellung zu sehen waren.

## Verwandtschaft mit Werken anderer Künstler

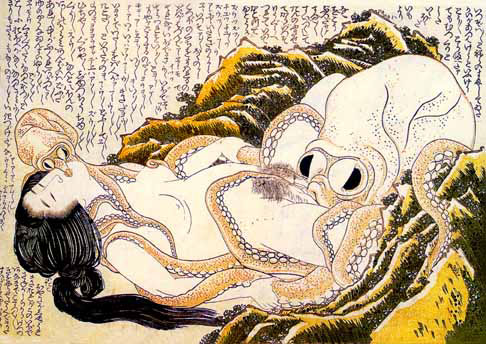
Hokusai: Der Traum der Fischersfrau

Die Wasserschlangen werden gemeinsam mit den anderen wasserbewegten Gemälden Klimts von unterschiedlichen Kritikern mit den verschiedensten Bildern anderer Künstler verglichen und in einen Bezug gesetzt. Alice Strobl etwa stellt Klimts Wasserschlangen I als das bedeutendste jener ganzen Reihe von Nixen- und Undinenbildern seiner Zeit heraus und vergleicht es dabei mit Werken von Arnold Böcklin, Edward Burne-Jones, Ludwig von Hofmann, Hans Christiansen, Heinrich Vogeler und Bruno Paul.
Neda Bei sieht durch die Krakententakel, die ein Saugen und Greifen assoziieren und damit die erotische Komponente des Bildes verstärken, vor allem eine Anleihe aus dem erotischen Holzschnitt Der Traum der Fischersfrau des japanischen Künstlers Hokusai.
Nach Novotny/Dobai besteht eine Verwandtschaft mit Franz von Stucks Sünde sowie Arbeiten von Carl Strathmann, etwa Salambo, und  Egon Schieles Wassergeister sind auf jeden Fall durch die treibenden Körper Klimts, der als Schieles Lehrer und Mäzen gilt, beeinflusst.

## Provenienz
Die erste Ausstellung des Werkes erfolgte 1907 in der Galerie Miethke in Wien, die auch im Besitz des Bildes war und es für einen Preis von damals 5.000 Gulden anbot. 1908 wurde es auf der Kunstschau Wien und 1911 auf der Internationalen Kunstausstellung in Rom, im Österreichischen Pavillon, gezeigt. Von der Galerie Miethke ging das Bild erst in den Besitz der Sammlung Karl Wittgenstein und nachfolgend an die Galerie Neumann über. 1950 wurde es für die Österreichische Galerie Belvedere erworben und tauchte dort 1959 in der Ausstellung der Neuerwerbungen der Galerie auf. Es ist bis heute im Besitz der Österreichischen Galerie und wurde mehrfach in Klimt-Ausstellungen gezeigt. Aufgrund des stark gewellten Pergaments musste das Bild 1973 restauriert werden, diese Arbeit wurde von Otto Wächter an der Galerie übernommen.